# Ryki
Ryki là một thị trấn thuộc huyện Rycki, tỉnh Lubelskie ở đông-nam Ba Lan. Thị trấn có diện tích 28 km². Đến ngày 1 tháng 1 năm 2011, dân số của thị trấn là 9557 người và mật độ 351 người/km².